# 2010 en sports équestres
Chronologie des sports équestres
- 2009 en sports équestres - 2010 en sports équestres - 2011 en sports équestres

Cet article présente les faits marquants de l'année 2010 en sports équestres.

## Événements

### Avril
- 18 avril : le cavalier allemand Marcus Ehning sur Noltes Küchengirl et Plot Blue remporte la finale de la coupe du monde de saut d'obstacles 2009-2010 au Grand-Saconnex (Suisse)[1].

### Août
- 6 août : à l'issue de la dernière manche à Dublin (Irlande), l'équipe de France de saut d'obstacles remporte la coupe des nations 2010.
- 18 août au 24 août : déroulement des épreuves d'équitation aux Jeux olympiques de la jeunesse d'été de 2010 de Singapour, seul le saut d'obstacles est représenté. La médaille d'or en individuel est remportée par l’uruguayen Marcelo Chirico.

### Septembre
- 25 septembre au 10 octobre : jeux équestres mondiaux de 2010 à Lexington (États-Unis).

### Octobre
- 21 au 24 octobre : Jumping International de Caen (France)[2].
- 28 octobre au 1er novembre : 16e édition du salon Equita'Lyon (France)[3].

### Novembre
- 10 novembre au 14 novembre : 11e édition du salon Equisud à Montpellier (France)[4].